# Гненное
Гненное (укр. Гненне) — посёлок в Чигиринском районе Черкасской области Украины.
Население по переписи 2001 года составляло 4 человека. Почтовый индекс — 20942. Телефонный код — 4730.

## Местный совет
20940, Черкасская обл., Чигиринский р-н, с. Ивановка